# 鳥居忠政
鳥居 忠政（とりい ただまさ）は、安土桃山時代から江戸時代前期にかけての武将・大名。徳川氏の家臣。下総国矢作藩の第2代藩主、陸奥国磐城平藩主、出羽国山形藩の初代藩主。官位は従四位下・左京亮。壬生藩鳥居家初代。

## 生涯
三河国渡村（現在の愛知県岡崎市）にて鳥居元忠の次男として誕生した。母は形原松平家広の娘（徳川秀忠の又従兄弟）。
徳川家康に従い、天正12年（1584年）の小牧・長久手の戦いに参加した。天正14年（1586年）に家康に従い上洛し、従五位下・左京亮に叙任される。
慶長5年（1600年）、父・元忠が伏見城攻防戦で討死し、長兄・康忠は早世していたので家督を継ぎ、下総矢作藩主となる。忠政は家康の命令で関ヶ原の戦いの時は江戸城留守居役を勤めていた。戦後に父の戦功によって陸奥磐城平に10万石を与えられ、亡父・元忠のために長源寺を建て、家康から香花料として100石を賜っている。
関ヶ原の戦いの後、伏見城で父・元忠と戦った鈴木重朝から元忠所用の「糸素縣縅二枚胴具足」の返還を申し出を受けた。忠政は深く感銘し重朝にこの具足を譲り、2004年に鈴木家から大阪城天守閣に寄贈されている（なお兜は幕末期に新調されている）。
両度の大坂の陣では江戸城の留守居役を務めた。元和8年（1622年）、最上氏が改易された後を受けて出羽山形22万石に加増移封され、妹婿で新庄藩主・戸沢政盛、娘婿で鶴岡藩主・酒井忠勝、従弟で上山藩主・松平重忠らと共に、徳川氏の譜代大名として伊達政宗などの東北諸大名の監視を命じられた。
寛永5年（1628年）9月5日、山形で死去した。享年63。跡を長男の忠恒が継いだ。

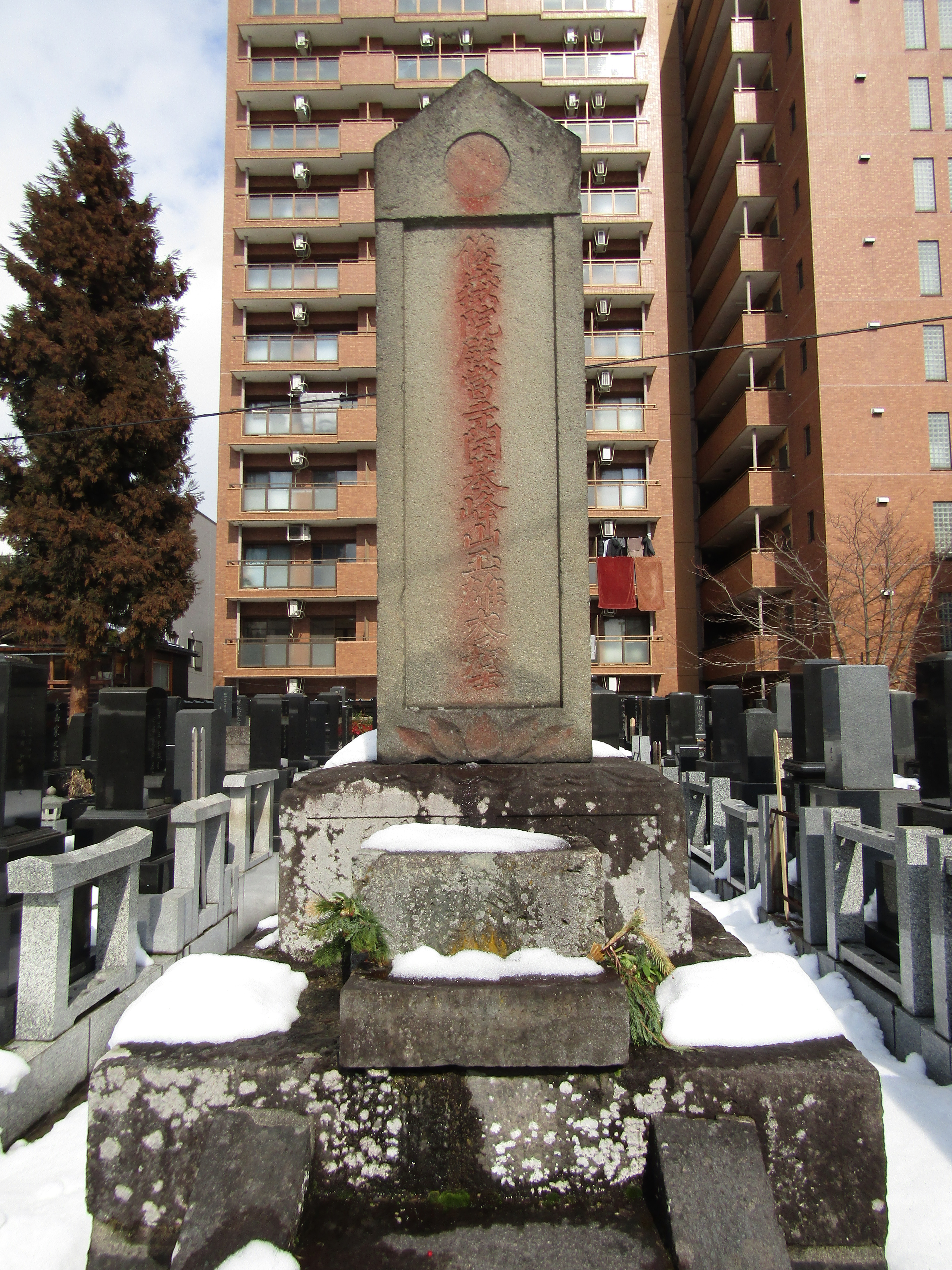
山形市の長源寺にある鳥居忠政の墓

墓所は東京都文京区の江岸寺。

## 系譜
父母
- 鳥居元忠（父）
- 松平家広の娘（母）

正室
- 滝川雄利の養女、生駒家長の娘

側室
- 内藤氏

子女
- 鳥居忠恒（長男） 生母は正室
- 戸沢定盛[注釈 2]（次男）
- 鳥居忠春（三男） 生母は内藤氏
- 井伊直勝正室
- 桂岳院 - 奥平忠昌正室
- 酒井忠勝正室
- 宗姫 - 前田利次正室[注釈 3]
- 真田信重正室
- 大河内忠雄室
- 酒井直次室

養女
- 牧野信成正室 - 土岐定政の娘